# جاک استاین
جاک استاین (انگلیسی: Jock Stein؛ ۵ اکتبر ۱۹۲۲ – ۱۰ سپتامبر ۱۹۸۵) بازیکن و مربی فوتبال اهل اسکاتلند بود. او نخستین مربی بود که موفق شد یک باشگاه بریتانیایی را به مقام قهرمانی جام باشگاه‌های اروپا برساند (سلتیک در ۱۹۶۷).
استاین زمانی که به صورت پاره وقت برای تیم‌های "آلبیون راورز" و "بلن‌تایر ویکتوریا" بازی می‌کرد، به عنوان معدنچی معدن زغال‌سنگ نیز کار می‌کرد. او در باشگاه ولزی "لیانلی تاون" تبدیل به یک بازیکن حرفه‌ای و تمام وقت شد اما در سال ۱۹۵۱ این تیم را ترک کرد و به سلتیک پیوست. او در سلتیک افتخارات و جام‌هایی را کسب کرد از جمله در سال ۱۹۵۴، به قهرمانی لیگ اسکاتلند و جام حذفی اسکاتلند رسید. مصدومیت‌های از ناحیهٔ مچ پا، موجب خداحافظی استاین از بازی در سال ۱۹۵۷ شد.

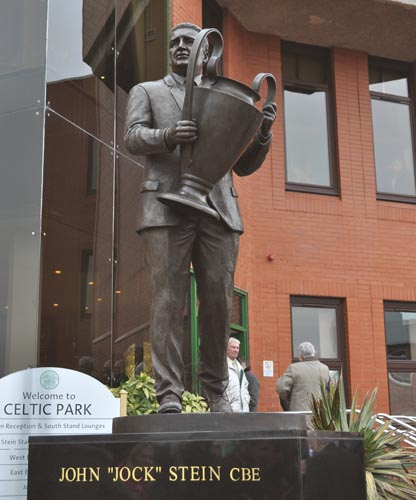
مجسمهٔ برنزی استاین بیرون سلتیک پارک

پس از خداحافظی استاین از فوتبال، سلتیک او را به عنوان سرمربی تیم دوم خود برگزید. او دوران رسمی مربیگری خود را در سال ۱۹۶۰ و با تیم "دانفرملاین" آغاز کرد؛ جایی که او موفق به فتح جام حذفی اسکاتلند شد و نتایج قابل توجهی را در فوتبال اروپا کسب کرد. بعد از یک دورهٔ کوتاه اما موفقیت‌آمیز در هیبرنین، استاین در مارس ۱۹۶۵ به سلتیک بازگشت و هدایت این تیم را بر عهده گرفت. در طی سیزده سال هدایت سلتیک، او موفق به فتح جام‌باشگاه‌های اروپا، ده عنوان قهرمانی لیگ اسکاتلند، هشت قهرمانی جام حذفی و شش عنوان قهرمانی جام اتحادیه اسکاتلند شد. پس از سلتیک، او مدت کوتاهی هدایت لیدز یونایتد را بر عهده داشت و پس از آن، از سال ۱۹۷۸ تا زمان مرگش در سال ۱۹۸۵، هدایت تیم ملی فوتبال اسکاتلند را بر عهده داشت.

## مرگ

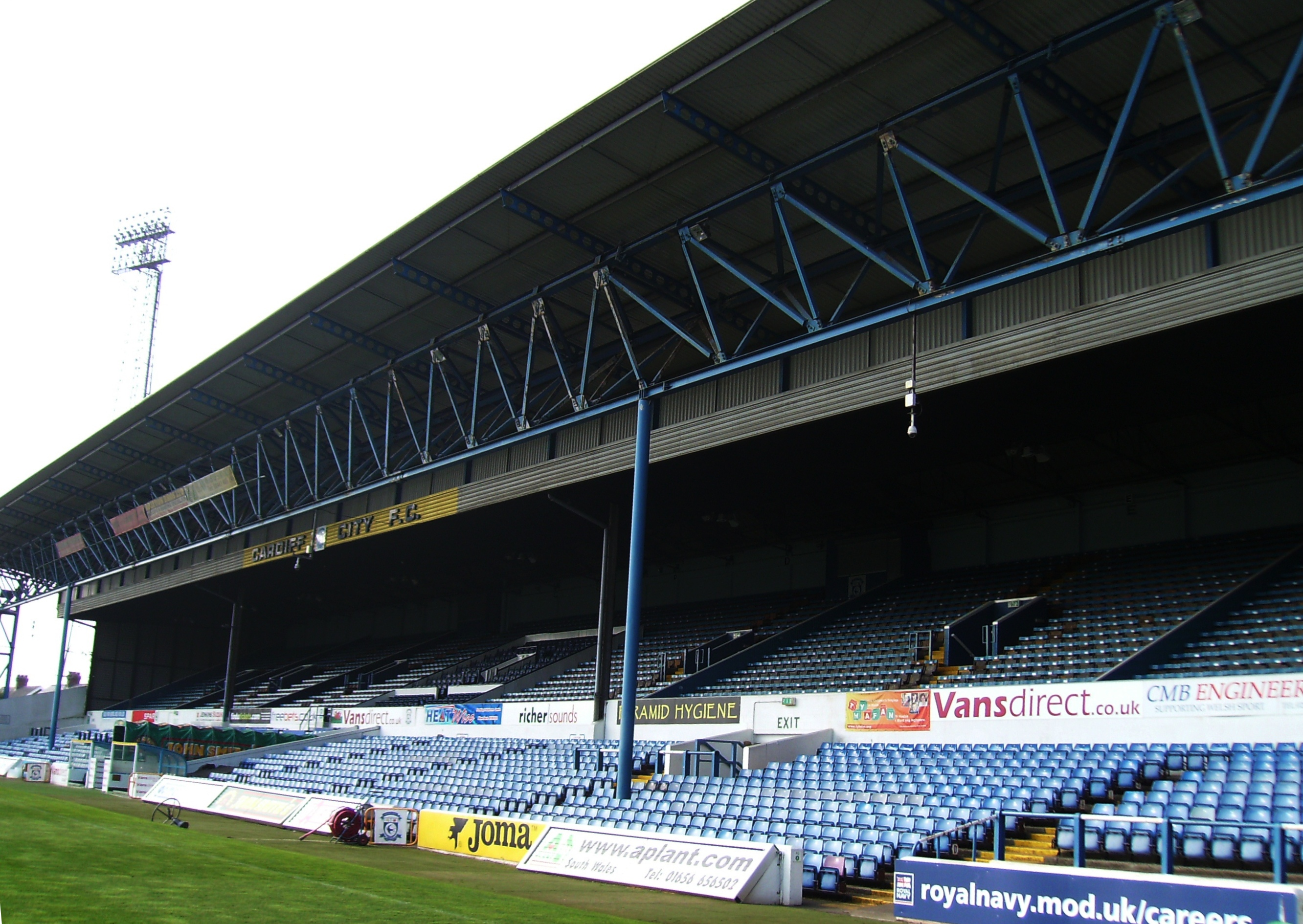
نینیان پارک، ورزشگاهی که در ۱۰ سپتامبر ۱۹۸۵، جاک استاین سرمربی تیم ملی فوتبال اسکاتلند در آن درگذشت.

در ۱۰ سپتامبر ۱۹۸۵ و از سری رقابت‌های انتخابی جام جهانی ۱۹۸۶، تیم ملی فوتبال اسکاتلند باید در ورزشگاه نینیان پارک شهر کاردیف، به مصاف تیم ملی فوتبال ولز می‌رفت؛ ولز با نتیجه ۱–۰ و با تک گل مارک هیوز پیروز میدان بود تا این‌که ۹ دقیقه به پایان بازی، یک ضربهٔ پنالتی به سود اسکاتلند اعلام شد؛ دیوی کوپر ضربه را به گل تبدیل کرد و با پایان بازی با نتیجه ۱–۱، اسکاتلند به دیدار پلی‌آف جام جهانی در مقابل استرالیا راه یافت. جاک استاین، سرمربی اسکاتلند، که وضعیت سلامتی ضعیفی داشت و تحت فشار شدیدی قرار داشت، در پایان مسابقه دچار سکته قلبی شد و مدتی بعد در اتاق پزشکی استادیوم درگذشت. او در زمان مرگ، ۶۲ سال سن داشت. جسد استاین در یک مراسم خصوصی که بسیاری از چهره‌های گذشته و حال فوتبال جهان در آن حضور داشتند، در مُرده‌سوزخانه لین، در شهر گلاسکو خاکستر شد.
درگذشت او تأثیر عمیقی بر روی دستیار او، و سرمربی آبردین، الکس فرگوسن گذاشت. فرگوسن استاین را استاد خود می‌دانست و از مرگ زودهنگام او، وحشت‌زده بود؛ پس از مرگ استاین، فرگوسن به عنوان مربی موقت منصوب شد و تیم ملی اسکاتلند را به جام جهانی ۱۹۸۶ هدایت کرد. اسکاتلند نتوانست از مرحله گروهی صعود کند و اندی راکسبورگ به عنوان جانشین دائم استاین منصوب شد.